# Pauleta
Pour les articles homonymes, voir Carreiro et Resende.
Carreiro Resendes est un nom portugais ; le premier nom de famille (d'usage facultatif) est Carreiro et le second est Resendes.
Pedro Miguel Carreiro Resendes, dit Pauleta, appelé parfois Pedro Miguel Pauleta est un footballeur international portugais né le 28 avril 1973 à Ponta Delgada (île de São Miguel dans les Açores au Portugal). Jouant au poste d'avant-centre, il est considéré comme l'un des meilleurs joueurs à avoir évolué dans le championnat de France lors des années 2000 et comme l'un des meilleurs attaquants de l'histoire du Paris Saint-Germain.
Surnommé au Portugal « l'aigle des Açores » en référence à sa manière de fêter ses buts, planant comme un rapace, et à l'autour (en portugais : açor) figurant sur le drapeau des Açores.

## Biographie

### Formation au Portugal
Pedro Miguel Carreiro Resendes, souvent appelé Pedro Miguel Pauleta (Pauleta est le surnom de la famille de son père) naît dans l'archipel des Açores. Il grandit dans la maison de ses parents à Ponta Delgada avec ses deux petites sœurs. Très tôt, il se met à jouer au football sur les terrains bosselés de la ville avec ses amis et se positionne déjà comme attaquant. Il commence le football dans le club de Comunidade Joven de São Pedro en septembre 1982, où il reste trois ans. Chaque week-end, comme avant-centre de l'Uniao Micaelense, club de l'archipel de São Miguel, Pedro s'inspire de ses idoles Diego Maradona et Paulo Futre et enfile les buts. Il rejoint rapidement le CD Santa Clara, club principal de sa ville natale.
Les performances du surdoué des Açores parviennent aux oreilles des techniciens nationaux portugais et Carlos Queiroz, responsable en chef des équipes de jeunes. Retenu à quinze ans, il enfile ses premiers maillots nationaux. Il intègre même l'école de football du FC Porto en 1989. Trop tôt, trop vite et trop loin, Pauleta retourne sur son île au bout de six mois. Le dimanche, il poursuit son œuvre de démolition dans les défenses qui se présentent. Quelque temps encore, les propositions affluent mais restent sans réponse. Il joue dans plusieurs clubs de l'archipel. En décembre 1993, en 32e de finale de Coupe du Portugal, il inscrit quatre buts en prolongations pour son équipe d'Operário contre l'Atletico Lisboa (1-1 puis 6-2 ap). À l'été 1994, le président du S.C. Angrense (en), formation de l'île voisine de Terceira, l'appâte avec un salaire mensuel de 1 500 €. Cinq mois après, le club fait faillite et Pauleta retrouve son travail de livreur de denrées à l'aéroport.
Après sept ans de calme, en 1995, Pauleta quitte son archipel natal pour rejoindre le Grupo Desportivo Estoril Praia, club de la banlieue de Lisbonne évoluant en deuxième division portugaise. Plus mûr et décidé, il trouve rapidement ses marques sur le continent et continue de faire ce pourquoi il est fait : marquer. C'est avec les Canarinhos qu'il fait ses débuts professionnels : au terme d'une saison pleine, marquée par 18 buts inscrits,. Après une saison, il suit son entraîneur à l'UD Salamanque, club espagnol désireux d'évoluer rapidement en Liga.

### Émergence en Espagne
Juste le temps de poser ses valises et Pauleta est sacré meilleur buteur de D2 avec 19 buts dès sa première saison et permet à l'UD Salamanque de monter en Liga. Dans l'élite espagnole, de la tête ou des pieds, les buts continuent de pleuvoir régulièrement. Une constance dans le réalisme qui lui permettent de devenir international portugais à peine la saison commencée. Pour son premier exercice dans une première division, il trompe à quinze reprises les gardiens adverses. Il en reste là avec ce maillot car, denrée rare, le buteur est convoité.
Quand les dirigeants de La Corogne font une proposition, il est difficile de résister et Pauleta ne déçoit pas. Malgré une forte concurrence, il parvient à se faire une place et marquer. Au gré de ses apparitions entre les Makaay, Djalminha et Diego Tristán, il marque dix-huit buts en deux saisons (dix la première et huit la seconde, le plus petit total dans sa carrière) et participe au sacre national du Deportivo en 1999-2000. Pauleta découvre aussi la Coupe d'Europe, participant à la Coupe UEFA 1999-2000 où il se distingue notamment en marquant deux buts face au Montpellier HSC, le premier lors du match aller le 19 octobre 1999 (victoire 3-1 du Deportivo) et le second lors du match retour le 4 novembre 1999, après être entré en cours de jeu au Stade de la Mosson (0-2 pour le Deportivo). Il est également buteur lors du tour suivant, lors de la victoire face au Panathinaïkós le 25 novembre 1999 (4-2 score final). Le Deportivo La Corogne se hisse alors jusqu'en huitièmes de finale, où il affronte l'Arsenal FC de Thierry Henry, Dennis Bergkamp, Fredrik Ljungberg, Patrick Vieira ou encore Emmanuel Petit. Défaits au match aller le 2 mars 2000 (5-1 score final), la victoire au retour le 9 mars 2000 (2-0) ne suffit pas aux Espagnols pour se qualifier.
Déçu car contrarié par une blessure à la cuisse, Pauleta ne peut s'exprimer comme il le veut durant cette saison 1999-2000. De plus, d'ambitions en ambitions, le Deportivo La Corogne renforce encore et encore son secteur offensif. Ne voulant pas rester sur le banc, le 31 août à 23 h 50 (soit dix minutes avant la fin du marché des transferts français), il quitte le nord-ouest de l'Espagne pour la Gironde.

### Girondins de Bordeaux
À l'été 2000, les Girondins de Bordeaux cherche un remplaçant à Sylvain Wiltord sur le front de leur attaque. Élie Baup est rapidement épaté par son nouvel attaquant lusitanien. Dès son premier match de championnat français, le 6 septembre 2000, Pauleta inscrit un triplé face à Mickaël Landreau et au FC Nantes, les futurs champions de France. Il permet ainsi à son équipe de s'imposer (0-5 score final). Quinze jours plus tard, en Coupe UEFA, il manie encore la règle de trois contre les Belges de Lierse (victoire 5-1 de Bordeaux). À la mi-février 2001, Pedro a déjà inscrit 19 buts toutes compétitions confondues et s'affiche en tête du classement des buteurs de D1 avec Sonny Anderson et Víctor Bonilla. Il commence à construire sa réputation de renard des surfaces et enchaine vingt buts en seulement 28 matchs de D1.
Pour sa seconde année bordelaise, il marque 22 buts et termine second meilleur buteur du championnat derrière Djibril Cissé mais avec le même nombre de buts. Il offre la Coupe de la Ligue à Bordeaux en marquant au Stade de France le plus beau but de sa carrière.
La saison suivante, il marque 23 buts. En trois ans à Bordeaux, Pauleta est élu deux fois meilleur joueur de Ligue 1 par ses pairs, une reconnaissance pour ce joueur discret mais efficace devant le but. Lors de son dernier match sous les couleurs girondines, pour le compte de la 38e journée de la saison 2002-2003 face à Lille, Pauleta inscrit les 2 buts de la rencontre, dont le deuxième sur penalty à la 91e minute, avant d'être remplacé symboliquement à la minute suivante. Il sort en larmes sous les ovations du public.

### Paris Saint-Germain

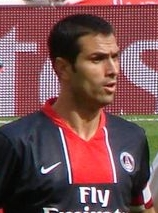
Pauleta au PSG

Après trois saisons pleines chez les marines et blancs, Pauleta répond aux sirènes parisiennes pour un transfert avoisinant les 10 millions d'euros. Il arrive au Paris Saint-Germain avec de grosses ambitions et l'envie de jouer la Ligue des champions pour la première fois de sa carrière. Il joue son premier match sous ses nouvelles couleurs lors d'une rencontre de Ligue 1 face au LOSC Lille le 10 août 2003. Match perdu par les Parisiens (1-0). Pauleta ouvre son compteur de but le 24 août suivant, lors d'une défaite en championnat au Parc des Princes contre l'AS Monaco (2-4). Il inscrit son premier doublé le 18 octobre 2003 contre Le Mans, contribuant à la victoire des siens (5-1). Lors de la saison 2003-2004, le PSG termine deuxième de Ligue 1 avec un Pauleta décisif. Il inscrit 18 buts en championnat et gagne la Coupe de France en marquant l'unique but en finale face à LB Châteauroux,.
Pour la saison 2004-2005, Pauleta découvre enfin la Ligue des champions, où le PSG est éliminé dès la phase de poules. Pauleta marque un seul but en six matchs contre le tenant du trophée le FC Porto. Le 18 décembre 2004, il inscrit le 1000e but du PSG au Parc des Princes sur penalty contre le FC Metz (3-0). Le championnat est catastrophique pour son club qui termine 9e et donc privé de Coupe d'Europe pour la prochaine saison. Pauleta est moins efficace qu'à Bordeaux (14 buts) mais devient un leader du groupe.
Sa troisième saison est la plus belle de sa carrière au PSG au niveau personnel. Pauleta endosse le brassard de capitaine du Paris Saint-Germain et inscrit 21 buts. Malheureusement le PSG vit une nouvelle saison noire et Pauleta surnage dans cette équipe. La seule satisfaction est la victoire en Coupe de France où Pauleta marque à chaque tour sauf en finale contre l'Olympique de Marseille. Paris retrouve donc la Coupe d'Europe grâce à la Coupe nationale, du fait de sa seconde 9e place d'affilée en championnat.
Le 25 mai 2006, il prolonge son contrat le liant au PSG d'une année supplémentaire jusqu'au 30 juin 2007, malgré une forte volonté de l'Olympique lyonnais pour le recruter. Il annonce au cours de la saison 2006-2007 qu'il souhaite terminer sa carrière au Paris Saint-Germain.

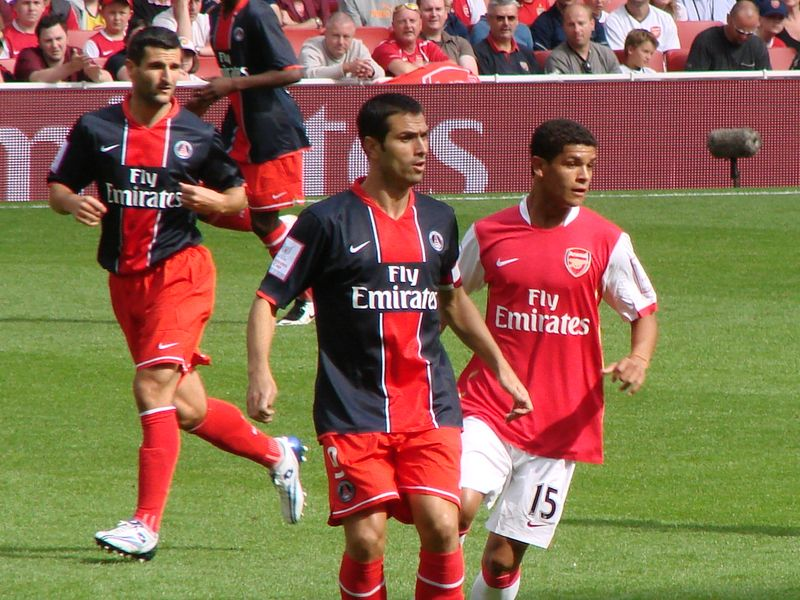
Pauleta lors de l'Emirates Cup 2007.

Pauleta entame ensuite sa quatrième saison du côté de la capitale et reste plus que jamais le « chouchou » du Parc des Princes. Il commence la saison sur les mêmes bases que la précédentes avec quatre buts en autant de matchs. Après une première partie de saison catastrophique, Guy Lacombe est démis de ses fonctions, Paul Le Guen le remplace et privilégie une attaque Luyindula-Diané-Frau. Pauleta fait de brèves apparitions mais inscrit deux doublés d'une importance capitale face à Nantes et à Troyes qui assurent mathématiquement le maintien du PSG.
Après un doublé contre Montpellier le 30 octobre 2007 en Coupe de la Ligue (2-0), Pauleta rejoint Dominique Rocheteau comme meilleur buteur de l'histoire du Paris Saint-Germain toutes compétitions confondues en inscrivant ses 99e et 100e buts sous le maillot du PSG. Le 15 décembre 2007, il devient l'unique meilleur buteur du club en marquant son 101e but. Le 29 mars 2008, il inscrit son 106e but en finale de la Coupe de la Ligue, remportée 2-1 par le PSG face au Racing Club de Lens. Le 26 avril de la même année, il inscrit contre l'AJ Auxerre son 200e but avec un club français, toutes compétitions confondues, c'est également le dernier but de sa carrière professionnelle. Le 24 mai 2008, il dispute son dernier match avec le Paris Saint-Germain lors de la finale de la Coupe de France face à l'Olympique lyonnais, perdu 1-0 après prolongation.
Pauleta arrête donc sa carrière à 35 ans et 26 jours, après 8 saisons en première division. Il marque l'histoire du PSG grâce à ses nombreux buts (quatrième meilleur buteur de l'histoire du PSG avec 109 réalisations en matchs officiels, dont 16 penaltys et 5 coups francs directs) mais aussi pour son professionnalisme.
En 2022, le magazine So Foot le classe dans le top 1000 des meilleurs joueurs du championnat de France, à la 19e place.

### En sélection nationale (1997-2006)

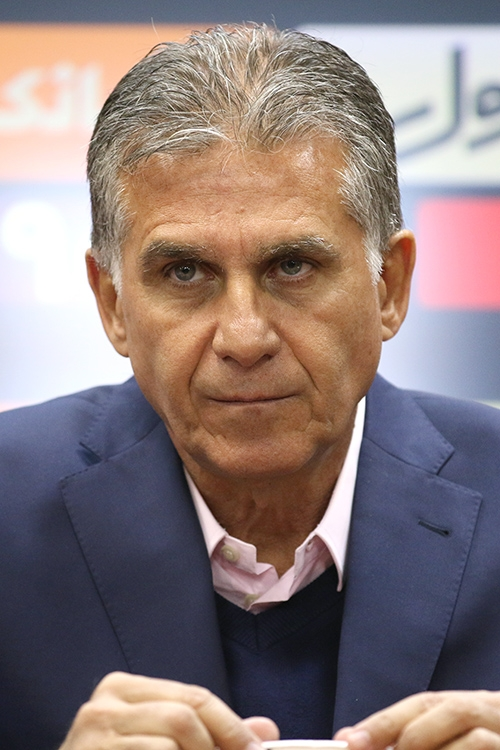
Carlos Queiroz et son réseau repèrent Pauleta à quinze ans.

Comme Luís Figo, Rui Costa et beaucoup d'autres, Pauleta est repéré par Carlos Queiroz, alors responsable des équipes jeunes portugaises. Repéré, suivi et retenu, le jeune avant-centre type de l'União Micaelense conduit l'attaque de la sélection lusitanienne des moins de 15 ans lors d'une tournée en Israël et en Espagne. Sans son coup de blues au FC Porto, il aurait sûrement pu en connaître d'autres.
Pedro doit attendre le 21 août 1997, et son émergence au plus haut niveau à la pointe de l'attaque de l'UD Salamanque, pour décrocher une nouvelle cape. Cette fois c'est Artur Jorge qui l'appelle pour jouer avec la sélection A (3-1). Il s'agit d'un match contre l'Arménie dans le cadre des éliminatoires de la Coupe du monde 1998. Il devient alors le premier international portugais à ne jamais avoir évolué en première division lusitanienne.

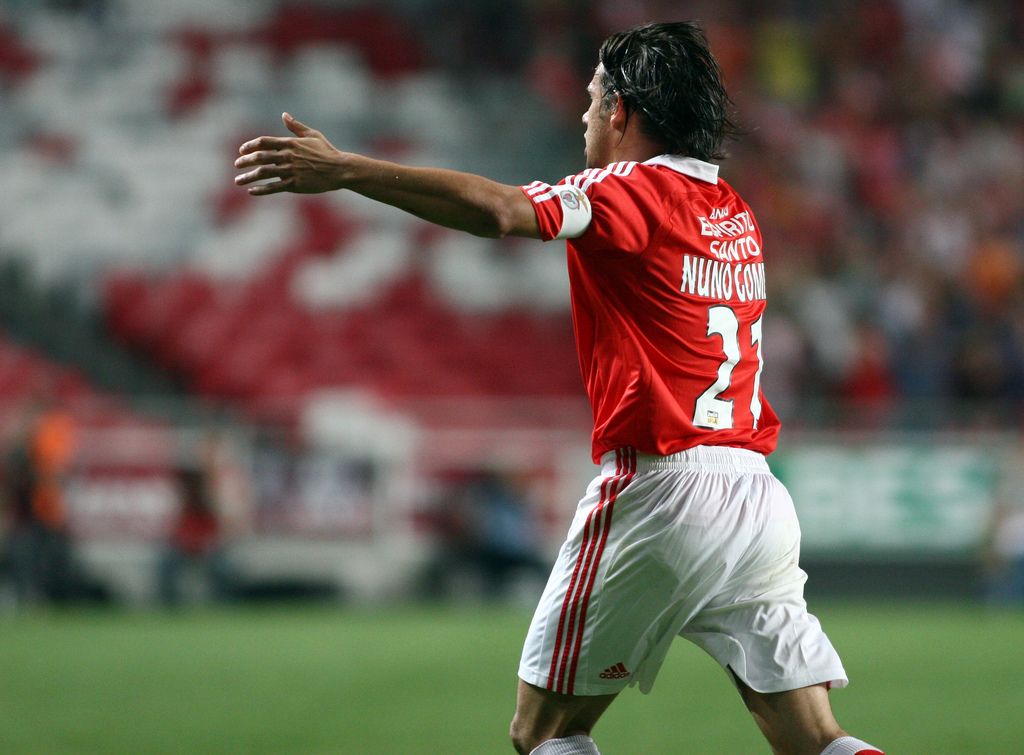
Nuno Gomes, éternel concurrent à la pointe de l'attaque lusitanienne.

Souvent sur le banc, il doit patienter jusqu'au 26 mars 1999 pour marquer, un doublé contre l'Azerbaïdjan (7-0). Titulaire à la fin des éliminatoires de l'Euro 2000, il rate le premier match de la phase finale contre l'Angleterre à cause d'une suspension et Nuno Gomes en profite pour gagner sa place. Pour sa première compétition internationale, il ne dispute que le troisième match de poule sans enjeu face à l'Allemagne (3-0) au cours duquel il délivre une passe décisive à Sergio Conceição. Il assiste depuis le banc à la défaite de son équipe en demi-finale face à la France (1-2 ap).
Le 6 juin 2001, Pauleta réalise un doublé contre Chypre. Titulaire, il est également l'auteur de deux passes décisives lors de ce match remporté par les Portugais par six buts à zéro.
Profitant à son tour de la suspension de Nuno Gomes après la demi-finale de l'Euro, Pauleta regagne sa place. Il participe à la Coupe du monde 2002 et inscrit un triplé contre la Pologne (4-0). Cependant, la Selecção est éliminée dès le premier tour.
Le 19 novembre 2003, à l'occasion d'un match amical contre le Koweït (8-0), Pauleta devient le troisième joueur de l'histoire de la sélection portugaise à réaliser un quadruplé après Eusébio et Nuno Gomes.
Lors de l'Euro 2004, il ne marque aucun but pendant la phase finale qui se déroule au Portugal. Néanmoins, le Portugal fait une bonne compétition et atteint la finale de l'épreuve, perdue face à la Grèce (0-1).
Il devient ensuite le meilleur buteur de l'histoire de la Selecção en détrônant Eusébio (41 buts) lors des éliminatoires de la Coupe du monde 2006. Il termine meilleur buteur des qualifications pendant lesquels il trouve le chemin des filets à onze reprises en douze matchs. Lors de la phase finale de la Coupe du monde 2006 en Allemagne, il marque contre l'Angola (1-0). Le Portugal atteint le dernier carré de la compétition, éliminé en demi-finale par la France (0-1).
À la suite de la défaite face à l'Allemagne (1-3) en match de classement, Pauleta annonce qu'il met un terme à sa carrière internationale au sein de la Selecção portugaise. Il détient alors le record de buts sous le maillot portugais avec 47 buts en 88 sélections avant que Cristiano Ronaldo ne le dépasse en 2014.

### Reconversion
Le 21 novembre 2008, le président du Paris SG, Charles Villeneuve annonce sa future collaboration avec la cellule de recrutement dirigée par Alain Roche et qu'il sera chargé de superviser les joueurs susceptibles d'intéresser le PSG, évoluant dans la péninsule ibérique (Espagne et Portugal). Le 4 février 2009, il devient officiellement ambassadeur du PSG. Ironie du sort, cette signature a lieu le jour d'un PSG - Bordeaux (demi-finale de Coupe de la Ligue, 0-3), ses deux seuls clubs en France.
Pedro Miguel Pauleta fête son jubilé le 31 mai 2009 au Parc des Princes, au cours duquel il marque 5 buts. Le match oppose une sélection de ses amis face au PSG 2008-2009. Il y est symboliquement remplacé durant le match par son fils de 13 ans, André Pauleta.
En septembre 2010, deux ans après avoir quitté les terrains, Pauleta décide d'aider le club de sa paroisse, où a joué son père et où joue son fils. Il dispute trois ou quatre matches au Desportivo de São Roque. Pour son premier match, le stade est plein et l'objectif est atteint. Pedro marque sept buts en deux matches et le club remporte la coupe de l'île São Miguel. En finale, il joue une dizaine de minutes, puis se blesse et cède sa place.
Il fait une apparition dans le film La Cage dorée sorti en 2013.
Depuis mars 2013, Pauleta est directeur de la Fédération portugaise de football. En 2017, il inaugure la première académie du Paris Saint-Germain au Portugal. Ambassadeur du PSG, il voit en cette académie le moyen d'aider les jeunes de son pays à devenir des hommes par le football et permettre de faire rayonner à travers le monde son club de cœur.

## Style de jeu
Comme quelques joueurs portugais, Pauleta possède une technique et une maîtrise de balle quasi parfaite. Dans son jeu d'attaquant, il excelle sur ses contrôles, déterminants pour s'ouvrir le chemin du but, et sa conduite de balle vive et rapide. Sa réussite face au gardien tient aussi dans son bagage de frappes riches et variées. Même s'il n'est pas exceptionnel, il possède aussi un bon pied gauche. L'avant-centre fait encore la différence sur les défenseurs par son jeu de tête, précis, grâce à son sens du démarquage et son timing.
Sa grande force réside dans son coup de reins. Sur les trois-quatre premiers mètres, il arrive à faire la différence qui lui suffit pour armer sa frappe. Solide sur ses appuis et sur ses jambes, l'international portugais se régale du contact avec l'adversaire qu'il utilise, s'appuie et se sert pour prendre de la vitesse et le distancer. Pauleta est un avant-centre complet. Même si, buteur, on préfère lui donner le ballon en profondeur, il sait aussi le rendre, offrir un point d'appui efficace à ses partenaires lancés. Explosif, son jeu s'avère plus limité dans les grands espaces. Toujours à la recherche d'efficacité, en quête de la meilleure position, le buteur est souvent pris en position de hors-jeu, son principal défaut. Parfois trop individualiste et tourné vers le fait de marquer, son efficacité lui donne raison.

## Statistiques

### Générales
| Saison                | Club                  | Championnat           | Championnat | Championnat | Coupe nationale | Coupe nationale | Coupe de la Ligue | Coupe de la Ligue | Supercoupe | Supercoupe | Compétition(s) continentale(s) | Compétition(s) continentale(s) | Compétition(s) continentale(s) | Portugal | Portugal | Total | Total |
| Saison                | Club                  | Division              | M.          | B.          | M.              | B.              | M.                | B.                | M.         | B.         | Comp.                          | M.                             | B.                             | M.       | B.       | M.    | B.    |
| 1990-1991             | CD Santa Clara        | Segunda Divisão B     | 11          | 0           | -               | -               | -                 | -                 | -          | -          | -                              | -                              | -                              | -        | -        | 11    | 0     |
| 1994-1995             | União Micaelense      | III Divisão           | 23          | 11          | -               | -               | -                 | -                 | -          | -          | -                              | -                              | -                              | -        | -        | 23    | 11    |
| 1995-1996             | GD Estoril-Praia      | Liga Portugal 2       | 30          | 19          | -               | -               | -                 | -                 | -          | -          | -                              | -                              | -                              | -        | -        | 30    | 19    |
| 1996-1997             | UD Salamanca          | Segunda Liga          | 37          | 19          | 3               | 0               | -                 | -                 | -          | -          | -                              | -                              | -                              | -        | -        | 40    | 19    |
| 1997-1998             | UD Salamanca          | Liga                  | 34          | 15          | 1               | 0               | -                 | -                 | -          | -          | -                              | -                              | -                              | 3        | 0        | 38    | 15    |
| Sous-total            | Sous-total            | Sous-total            | 71          | 34          | 4               | 0               | -                 | -                 | -          | -          | -                              | -                              | -                              | 3        | 0        | 78    | 34    |
| 1998-1999             | Deportivo La Corogne  | Liga                  | 28          | 10          | 9               | 1               | -                 | -                 | -          | -          | -                              | -                              | -                              | 4        | 2        | 41    | 13    |
| 1999-2000             | Deportivo La Corogne  | Liga                  | 30          | 8           | 3               | 0               | -                 | -                 | -          | -          | C3                             | 7                              | 3                              | 8        | 1        | 48    | 12    |
| 2000                  | Deportivo La Corogne  | Liga                  | -           | -           | -               | -               | -                 | -                 | 1          | 0          | -                              | -                              | -                              | 2        | 1        | 3     | 1     |
| Sous-total            | Sous-total            | Sous-total            | 58          | 18          | 12              | 1               | -                 | -                 | 1          | 0          | -                              | 7                              | 3                              | 14       | 4        | 92    | 26    |
| 2000-2001             | Girondins de Bordeaux | Division 1            | 28          | 20          | 1               | 3               | 1                 | 0                 | -          | -          | C3                             | 7                              | 3                              | 8        | 5        | 45    | 31    |
| 2001-2002             | Girondins de Bordeaux | Division 1            | 33          | 22          | 2               | 4               | 4                 | 4                 | -          | -          | C3                             | 6                              | 5                              | 12       | 7        | 57    | 42    |
| 2002-2003             | Girondins de Bordeaux | Ligue 1               | 37          | 23          | 5               | 5               | 2                 | 1                 | -          | -          | C3                             | 4                              | 1                              | 10       | 4        | 58    | 34    |
| Sous-total            | Sous-total            | Sous-total            | 98          | 65          | 8               | 12              | 7                 | 5                 | -          | -          | -                              | 17                             | 9                              | 30       | 16       | 160   | 107   |
| 2003-2004             | Paris Saint-Germain   | Ligue 1               | 37          | 18          | 5               | 5               | -                 | -                 | -          | -          | -                              | -                              | -                              | 15       | 10       | 57    | 33    |
| 2004-2005             | Paris Saint-Germain   | Ligue 1               | 35          | 14          | 2               | 4               | -                 | -                 | 1          | 0          | C1                             | 6                              | 1                              | 10       | 7        | 54    | 26    |
| 2005-2006             | Paris Saint-Germain   | Ligue 1               | 36          | 21          | 6               | 6               | 2                 | 2                 | -          | -          | -                              | -                              | -                              | 16       | 10       | 60    | 39    |
| 2006-2007             | Paris Saint-Germain   | Ligue 1               | 33          | 15          | 3               | 1               | 2                 | 2                 | -          | -          | C3                             | 9                              | 6                              | -        | -        | 47    | 24    |
| 2007-2008             | Paris Saint-Germain   | Ligue 1               | 27          | 8           | 2               | 1               | 5                 | 6                 | -          | -          | -                              | -                              | -                              | -        | -        | 34    | 15    |
| Sous-total            | Sous-total            | Sous-total            | 168         | 76          | 18              | 16              | 9                 | 10                | 1          | 0          | -                              | 15                             | 7                              | 41       | 27       | 252   | 136   |
| 2010                  | GD São Roque          | D5                    | 1           | 2           | -               | -               | -                 | -                 | -          | -          | -                              | -                              | -                              | -        | -        | 1     | 2     |
| Total sur la carrière | Total sur la carrière | Total sur la carrière | 460         | 225         | 42              | 29              | 16                | 15                | 2          | 0          | -                              | 39                             | 19                             | 88       | 47       | 647   | 335   |

### Buts en sélections
| Buts en sélections de Pedro Miguel Pauleta | Buts en sélections de Pedro Miguel Pauleta | Buts en sélections de Pedro Miguel Pauleta | Buts en sélections de Pedro Miguel Pauleta | Buts en sélections de Pedro Miguel Pauleta | Buts en sélections de Pedro Miguel Pauleta | Buts en sélections de Pedro Miguel Pauleta |
| #                                          | Date                                       | Lieu                                       | Adversaire                                 | Score                                      | Résultats                                  | Compétitions                               |
| ------------------------------------------ | ------------------------------------------ | ------------------------------------------ | ------------------------------------------ | ------------------------------------------ | ------------------------------------------ | ------------------------------------------ |
| 1                                          | 26 mars 1999                               | Estádio D. Afonso Henriques, Guimarães     | Azerbaïdjan                                | 6-0                                        | 7-0                                        | Éliminatoires Euro 2000                    |
| 2                                          | 26 mars 1999                               | Estádio D. Afonso Henriques, Guimarães     | Azerbaïdjan                                | 7-0                                        | 7-0                                        | Éliminatoires Euro 2000                    |
| 3                                          | 18 août 1999                               | Estádio Nacional, Lisbonne                 | Andorre                                    | 4-0                                        | 4-0                                        | Match amical                               |
| 4                                          | 16 août 2000                               | Estádio do Fontelo, Viseu                  | Lituanie                                   | 5-1                                        | 5-1                                        | Match amical                               |
| 5                                          | 11 octobre 2000                            | De Kuip, Rotterdam                         | Pays-Bas                                   | 2-0                                        | 2-0                                        | Éliminatoires de la Coupe du monde 2002    |
| 6                                          | 28 janvier 2001                            | Estádio dos Barreiros, Funchal             | Andorre                                    | 2-0                                        | 3-0                                        | Éliminatoires de la Coupe du monde 2002    |
| 7                                          | 28 mars 2001                               | Estádio das Antas, Porto                   | Pays-Bas                                   | 1-2                                        | 2-2                                        | Éliminatoires de la Coupe du monde 2002    |
| 8                                          | 6 juin 2001                                | Estádio José Alvalade, Lisbonne            | Chypre                                     | 1-0                                        | 6-0                                        | Éliminatoires de la Coupe du monde 2002    |
| 9                                          | 6 juin 2001                                | Estádio José Alvalade, Lisbonne            | Chypre                                     | 4-0                                        | 6-0                                        | Éliminatoires de la Coupe du monde 2002    |
| 10                                         | 1er septembre 2001                         | Camp d'Esports, Lleida                     | Andorre                                    | 2-0                                        | 7-1                                        | Éliminatoires de la Coupe du monde 2002    |
| 11                                         | 5 septembre 2001                           | Antonis Papadopoulos Stadium, Larnaca      | Chypre                                     | 2-1                                        | 3-1                                        | Éliminatoires de la Coupe du monde 2002    |
| 12                                         | 6 octobre 2001                             | Estádio da Luz, Lisbonne                   | Estonie                                    | 3-0                                        | 5-0                                        | Éliminatoires de la Coupe du monde 2002    |
| 13                                         | 25 mai 2002                                | Estádio Campo Desportivo, Macao            | Chine                                      | 2-0                                        | 2-0                                        | Match amical                               |
| 14                                         | 10 juin 2002                               | Jeonju World Cup Stadium, Jeonju           | Pologne                                    | 1-0                                        | 4-0                                        | Coupe du monde 2002                        |
| 15                                         | 10 juin 2002                               | Jeonju World Cup Stadium, Jeonju           | Pologne                                    | 2-0                                        | 4-0                                        | Coupe du monde 2002                        |
| 16                                         | 10 juin 2002                               | Jeonju World Cup Stadium, Jeonju           | Pologne                                    | 3-0                                        | 4-0                                        | Coupe du monde 2002                        |
| 17                                         | 12 octobre 2002                            | Estádio do Restelo, Lisbonne               | Tunisie                                    | 1-0                                        | 1-1                                        | Match amical                               |
| 18                                         | 20 novembre 2002                           | Estádio Primeiro de Maio, Braga            | Écosse                                     | 1-0                                        | 2-0                                        | Match amical                               |
| 19                                         | 20 novembre 2002                           | Estádio Primeiro de Maio, Braga            | Écosse                                     | 2-0                                        | 2-0                                        | Match amical                               |
| 20                                         | 29 mars 2003                               | Estádio das Antas, Porto                   | Brésil                                     | 1-0                                        | 2-1                                        | Match amical                               |
| 21                                         | 10 septembre 2003                          | Ullevaal Stadion, Oslo                     | Norvège                                    | 1-0                                        | 1-0                                        | Match amical                               |
| 22                                         | 11 octobre 2003                            | Estádio do Restelo, Lisbonne               | Albanie                                    | 4-2                                        | 5-3                                        | Match amical                               |
| 23                                         | 15 novembre 2003                           | Estádio Municipal de Aveiro, Aveiro        | Grèce                                      | 1-1                                        | 1-1                                        | Match amical                               |
| 24                                         | 19 novembre 2003                           | Estádio Dr. Magalhães Pessoa, Leiria       | Koweït                                     | 1-0                                        | 8-0                                        | Match amical                               |
| 25                                         | 19 novembre 2003                           | Estádio Dr. Magalhães Pessoa, Leiria       | Koweït                                     | 2-0                                        | 8-0                                        | Match amical                               |
| 26                                         | 19 novembre 2003                           | Estádio Dr. Magalhães Pessoa, Leiria       | Koweït                                     | 4-0                                        | 8-0                                        | Match amical                               |
| 27                                         | 19 novembre 2003                           | Estádio Dr. Magalhães Pessoa, Leiria       | Koweït                                     | 5-0                                        | 8-0                                        | Match amical                               |
| 28                                         | 18 février 2004                            | Estádio Algarve, Faro                      | Angleterre                                 | 1-1                                        | 1-1                                        | Match amical                               |
| 29                                         | 28 avril 2004                              | Estádio Cidade de Coimbra, Coimbra         | Suède                                      | 1-1                                        | 2-2                                        | Match amical                               |
| 30                                         | 5 juin 2004                                | Estádio do Bonfim, Setúbal                 | Lituanie                                   | 2-0                                        | 4-1                                        | Match amical                               |
| 31                                         | 4 septembre 2004                           | Skonto stadions, Riga                      | Lettonie                                   | 2-0                                        | 2-0                                        | Éliminatoires de la Coupe du monde 2006    |
| 32                                         | 8 septembre 2004                           | Estádio Dr. Magalhães Pessoa, Leiria       | Estonie                                    | 3-0                                        | 4-0                                        | Éliminatoires de la Coupe du monde 2006    |
| 33                                         | 9 octobre 2004                             | Rheinpark Stadion, Vaduz                   | Liechtenstein                              | 1-1                                        | 2-2                                        | Éliminatoires de la Coupe du monde 2006    |
| 34                                         | 13 octobre 2004                            | Estádio José Alvalade, Lisbonne            | Russie                                     | 1-0                                        | 7-1                                        | Éliminatoires de la Coupe du monde 2006    |
| 35                                         | 17 novembre 2004                           | Stade Josy Barthel, Luxembourg             | Luxembourg                                 | 3-0                                        | 5-0                                        | Éliminatoires de la Coupe du monde 2006    |
| 36                                         | 17 novembre 2004                           | Stade Josy Barthel, Luxembourg             | Luxembourg                                 | 5-0                                        | 5-0                                        | Éliminatoires de la Coupe du monde 2006    |
| 37                                         | 26 mars 2005                               | Estádio Cidade de Barcelos, Barcelos       | Canada                                     | 2-0                                        | 4-1                                        | Match amical                               |
| 38                                         | 3 septembre 2005                           | Estádio Algarve, Faro                      | Luxembourg                                 | 3-0                                        | 6-0                                        | Éliminatoires de la Coupe du monde 2006    |
| 39                                         | 3 septembre 2005                           | Estádio Algarve, Faro                      | Luxembourg                                 | 4-0                                        | 6-0                                        | Éliminatoires de la Coupe du monde 2006    |
| 40                                         | 8 octobre 2005                             | Estádio Municipal de Aveiro, Aveiro        | Liechtenstein                              | 1-1                                        | 2-1                                        | Éliminatoires de la Coupe du monde 2006    |
| 41                                         | 12 octobre 2005                            | Estádio do Dragão, Porto                   | Lettonie                                   | 1-0                                        | 3-0                                        | Éliminatoires de la Coupe du monde 2006    |
| 42                                         | 12 octobre 2005                            | Estádio do Dragão, Porto                   | Lettonie                                   | 2-0                                        | 3-0                                        | Éliminatoires de la Coupe du monde 2006    |
| 43                                         | 12 novembre 2005                           | Estádio Cidade de Coimbra, Coimbra         | Croatie                                    | 2-0                                        | 2-0                                        | Match amical                               |
| 44                                         | 27 mai 2006                                | Complexo Desportivo de Évora, Évora        | Cap-Vert                                   | 1-0                                        | 4-1                                        | Match amical                               |
| 45                                         | 27 mai 2006                                | Complexo Desportivo de Évora, Évora        | Cap-Vert                                   | 2-1                                        | 4-1                                        | Match amical                               |
| 46                                         | 27 mai 2006                                | Complexo Desportivo de Évora, Évora        | Cap-Vert                                   | 4-1                                        | 4-1                                        | Match amical                               |
| 47                                         | 11 juin 2006                               | RheinEnergieStadion, Cologne               | Angola                                     | 1-0                                        | 1-0                                        | Coupe du monde 2006                        |

## Palmarès

### En club
- Salamanque :
  - Vice-champion de LaLiga 2 en 1997.
- Deportivo La Corogne :
  - Champion de La Liga en 2000.
  - Vainqueur de la Supercoupe d'Espagne en 2000.
- Girondins de Bordeaux :
  - Vainqueur de la Coupe de la Ligue en 2002.
- Paris SG :
  - Vainqueur de la Coupe de France en 2004 et en 2006.
  - Vainqueur de la Coupe de la Ligue en 2008.
  - Vice-champion de Ligue 1 en 2004.
  - Finaliste de la Coupe de France en 2008.
  - Finaliste du Trophée des Champions en 2004.

### En sélection
- Portugal :
  - Finaliste du Championnat d'Europe en 2004.
  - (4e) de la Coupe du Monde en 2006.

### Distinctions individuelles
- En 1996 : 
  - Meilleur buteur du Liga Portugal 2  (19 buts)
- En 1997 :
  - Co-meilleur buteur du Segunda División  (19 buts)
- En 2001 :
  - Meilleur joueur étranger de l'année de Division  1
  - Membre de l'équipe-type  de Ligue 1
- En 2002 : 
  - Meilleur joueur étranger de l'année de Division  1
  - Meilleur joueur de Division 1
  - Membre de l'équipe-type  de Ligue 1
  - Meilleur buteur de la Coupe de France (4 buts)
- En 2003 :
  - Meilleur joueur de Ligue 1
  - Membre de l'équipe-type  de Ligue 1
  - Trophée du joueur du mois de Ligue 1 UNFP en octobre
- En 2004 :
  - Meilleur buteur de la Coupe de France (5 buts)
- En 2005 :
  - Meilleur buteur de la Zone Europe des éliminatoires de la Coupe du Monde en 2006 (11 buts)
- En 2006 :
  - Meilleur buteur de Ligue 1 (21 buts)
  - Membre de l'équipe-type  de Ligue 1
  - Meilleur buteur de la Coupe de France (6 buts)
  - 2e meilleur buteur de l'histoire de la sélection portugaise (47 buts)
- En 2007 :
  - Meilleur buteur de Ligue 1 (15 buts)
- En 2008 :
  - 4e meilleur buteur de l'histoire du Paris Saint-Germain (109 buts)
  - Co-meilleur buteur de l'histoire de la Coupe de la Ligue (15 buts)
- En 2011 :
  - Membre de l'équipe-type de Ligue 1 spéciale 20 ans des Trophées UNFP
- En 2020 :
  - Membre de l'équipe-type de l'histoire du Paris Saint-Germain[31]

## Vie privée
En juin 1995, il se marie à Sandra, une amie d'enfance, trois jours avant son départ pour le club d'Estoril. De cette union naîtront André, Daniela et Sara.
En décembre 2003, il ouvre officiellement son école de football sur São Miguel, son île natale.

## Filmographie
- 2013: La Cage Dorée de Ruben Alves : lui-même
- 2022 : Classico de Nathanaël Guedj et Adrien Piquet-Gauthier : lui-même